# Línea S7 (Canelones)
La línea S7 es una línea urbana de Canelones, une la ciudad de Atlántida con el balneario Jaureguiberry, en la Costa de Oro.

## Creación
Fue creada en el año 2012 dentro de la Costa de Oro del departamento de Canelones,  en sus inicios recibió la denominación de línea 7 y operada por la empresa San Antonio Transporte y Turismo. En el año 2021 tras su incorporación al Sistema de Transporte Metropolitano debió modificarse su denominación, pasando a denominarse como línea S7.